# Liste des maires de Philadelphie
Cet article donne une liste des maires de Philadelphie par ordre de mandat à partir de 1839, année à partir de laquelle les maires sont élus directement par la population. 
Depuis 1952, tous les maires de Philadelphie sans exception sont démocrates.
- 1839-1841 : John Swift
- 1841-1844 : John M. Scott
- 1844-1845 : Peter McCall
- 1845-1849 : John Swift
- 1849-1850 : Joel Jones
- 1850-1854 : Charles Gilpin
- 1854-1856 : Robert T. Conrad
- 1856-1858 : Richard Vaux
- 1858-1866 : Alexander Henry
- 1866-1869 : Morton McMichael
- 1869-1872 : Daniel M. Fox
- 1872-1881 : William S. Stokely
- 1881-1884 : Samuel G. King
- 1884-1887 : William B. Smith
- 1887-1891 : Edwin H. Fitler
- 1891-1895 : Edwin S. Stuart
- 1895-1899 : Charles F. Warwick
- 1899-1903 : Samuel H. Ashbridge
- 1903-1907 : John Weaver
- 1907-1911 : John E. Reyburn
- 1911-1916 : Rudolph Blankenburg
- 1916-1920 : Thomas B. Smith
- 1920-1924 : J. Hampton Moore
- 1924-1928 : W. Freeland Kendrick
- 1928-1932 : Harry A. Mackey
- 1932-1936 : J. Hampton Moore
- 1936-1939 : Samuel D. Wilson
- 1939-1940 : George Connell
- 1940-1941 : Robert E. Lamberton
- 1941-1952 : Bernard Samuel
- 1952-1956 : Joseph S. Clark, Jr.
- 1956-1962 : Richardson Dilworth
- 1962-1972 : James Hugh Joseph Tate
- 1972-1980 : Frank Rizzo
- 1980-1984 : William J. Green, III
- 1984-1992 : Wilson Goode
- 1992-2000 : Ed Rendell
- 2000-2008 : John F. Street
- 2008-2016 : Michael Nutter
- 2016-2024 : Jim Kenney
- Depuis le 1er janvier 2024 : Cherelle Parker